# Verschwinden der Consolidated C-87 41-11708 der USAAF
Das Verschwinden der Consolidated C-87 41-11708 der USAAF ereignete sich am 18. Januar 1943. Alle 26 Insassen der Maschine, mit der ein interkontinentaler Militärflug der USAAF von Accra nach Natal durchgeführt wurde, kamen dabei mutmaßlich ums Leben. Es handelte sich damals um den schwersten Flugunfall dieses Flugzeugtyps, seit einem Flugunfall einer C-87 auf den Salomonen am 25. Juli 1944 ist es der zweitschwerste.

## Maschine
Bei der verunfallten Maschine handelte es sich um eine Consolidated C-87. 
Die Maschine war mit dem militärischen Luftfahrzeugkennzeichen 41-11708 auf die United States Army Air Forces (USAAF) zugelassen. Das viermotorige militärische Langstrecken-Transportflugzeug war mit vier Sternmotoren des Typs Pratt & Whitney R-1830-43 ausgestattet, die je 895 kW (1200 PS) Leistung erbrachten.

## Insassen
An Bord der Maschine befand sich eine sechsköpfige Besatzung, weitere 20 Personen flogen als Passagiere mit.

## Unfallhergang
Die Maschine befand sich auf dem Flug nach Natal, Brasilien. Einigen Berichten zufolge war sie zuvor in Accra an der Goldküste (dem heutigen Ghana) abgeflogen, anderen Berichten zufolge war sie auf dem Flug von Accra zuvor in Georgetown, Britisch-Guyana zwischengelandet. Während des nächtlichen Fluges ging die Maschine gegen 23:00 Uhr verloren. Nach dem Verschwinden der Maschine begann eine groß angelegte Suche, die erst am 29. Januar 1943 abgebrochen wurde, nachdem keine Spuren der Maschine oder ihrer Insassen gefunden werden konnten. Wenige Tage darauf wurden an einem Strand in Brasilien zwei Schwimmwesten gefunden. US-Militärbehörden meldeten, dass die Wetterbedingungen zum Zeitpunkt des Unfalls aufgrund von dichten Wolken und schweren Regenfällen ungünstig gewesen waren. Ebenfalls wurde berichtet, dass am 4. Februar 1943 im Meer etwa 100 km östlich von Recife Rettungsboote mit Leichen an Bord gefunden wurden. Daraus ließ sich schließen, dass zumindest einige Passagiere aus der verunfallten Maschine flüchten konnten. Forensische Analysen ergaben, dass der letzte Passagier am 3. Februar 1943 und damit zwei Wochen nach dem Unfall an Hunger, Durst und Erschöpfung gestorben sei. Da keine Wrackteile gefunden wurden, konnten die Unfallermittler die Unfallursache nicht bestimmen.